# Emmerting
Emmerting ist eine Gemeinde im oberbayerischen Landkreis Altötting. Diese ist Mitglied der gleichnamigen Verwaltungsgemeinschaft. Sitz der Gemeindeverwaltung und größter Ort ist Unteremmerting, mit dem Seng und Oberemmerting baulich zusammengewachsen sind.

## Gemeindegliederung
Emmerting hat vier Gemeindeteile (in Klammern ist der Siedlungstyp angegeben):
- Bruck (Dorf)
- Oberemmerting (Dorf)
- Seng (Dorf)
- Unteremmerting (Pfarrdorf)

Neben der einzigen bewohnten Gemarkung Emmerting, die etwa der Gemeinde in ihren ursprünglichen Grenzen entspricht, gibt es die Gemarkungen Altöttinger Forst, Alzgerner Forst und Holzfelder Forst. Bei letzteren handelt es sich um ehemalige gemeindefreie Gebiete, die aufgelöst und auf jeweils mehrere Gemeinden verteilt wurden:
- Altöttinger Forst, am 1. Januar 1998 aufgeteilt zwischen Altötting, Burgkirchen a.d.Alz, Emmerting und Kastl[5]
- Alzgerner Forst, am 1. Januar 2001 aufgeteilt zwischen Emmerting und Neuötting[6]
- Holzfelder Forst, am 1. Januar 2001 aufgeteilt zwischen Mehring, Emmerting und Burghausen[6]

## Geschichte

### Bis zur Gemeindegründung
Emmerting wurde erstmals im Jahr 815 als Ehemutigen in einem Tauschvertrag des Bischofs von Salzburg urkundlich erwähnt. Emmerting gehörte zum Rentamt Burghausen und zum Landgericht Neuötting des Kurfürstentums Bayern. Im Zuge der Verwaltungsreformen in Bayern entstand mit dem Gemeindeedikt von 1818 die heutige Gemeinde.

### 19. und 20. Jahrhundert
Der Ort ist auf Karten im 19. bis ins 20. Jahrhundert als Egmating verzeichnet.
1960 wurde Emmerting eine eigene Pfarrei. Zum Abschluss der Gebietsreform schlossen sich Emmerting und Mehring am 1. Mai 1978 zur Verwaltungsgemeinschaft Emmerting zusammen.

### Ausgliederung
1955 erfolgte die Ausgliederung des Gemeindeteils Gendorf mit seinem Industriepark nach Burgkirchen an der Alz.

### Einwohnerentwicklung
Zwischen 1988 und 2018 wuchs die Gemeinde von 3403 auf 4158 um 755 Einwohner bzw. um 22,2 %.
| Jahr      | 1970 | 1987 | 1991 | 1995 | 2000 | 2005 | 2010 | 2015 | 2020 |
| Einwohner | 2005 | 3285 | 3625 | 3894 | 3957 | 4037 | 4138 | 4130 | 4154 |

## Politik

### Bürgermeister
Erster Bürgermeister ist Stefan Kammergruber (CSU). Dieser wurde bei der Kommunalwahl 2014 mit 91,1 % der gültigen Stimmen gewählt und am 15. März 2020 mit 94,6 % der Stimmen für weitere sechs Jahre im Amt bestätigt.

### Gemeinderat
Der Gemeinderat hat 16 Mitglieder. Die vergangenen Gemeinderatswahlen am 16. März 2014 und am 15. März 2020 brachten folgendes Ergebnis:
| Partei/Liste           | 2020   | 2020   | 2014   | 2014   |
| Partei/Liste           | %      | Sitze  | %      | Sitze  |
| ---------------------- | ------ | ------ | ------ | ------ |
| CSU                    | 52,5   | 9      | 50,8   | 8      |
| Freie Wähler Emmerting | 26,7   | 4      | 27,6   | 4      |
| Grüne / ÖDP            | 12,0   | 2      | 9,1    | 2      |
| SPD                    | 8,8    | 1      | 12,5   | 2      |
| Gesamt                 | 100    | 20     | 100    | 24     |
| Wahlbeteiligung        | 53,0 % | 53,0 % | 51,4 % | 51,4 % |

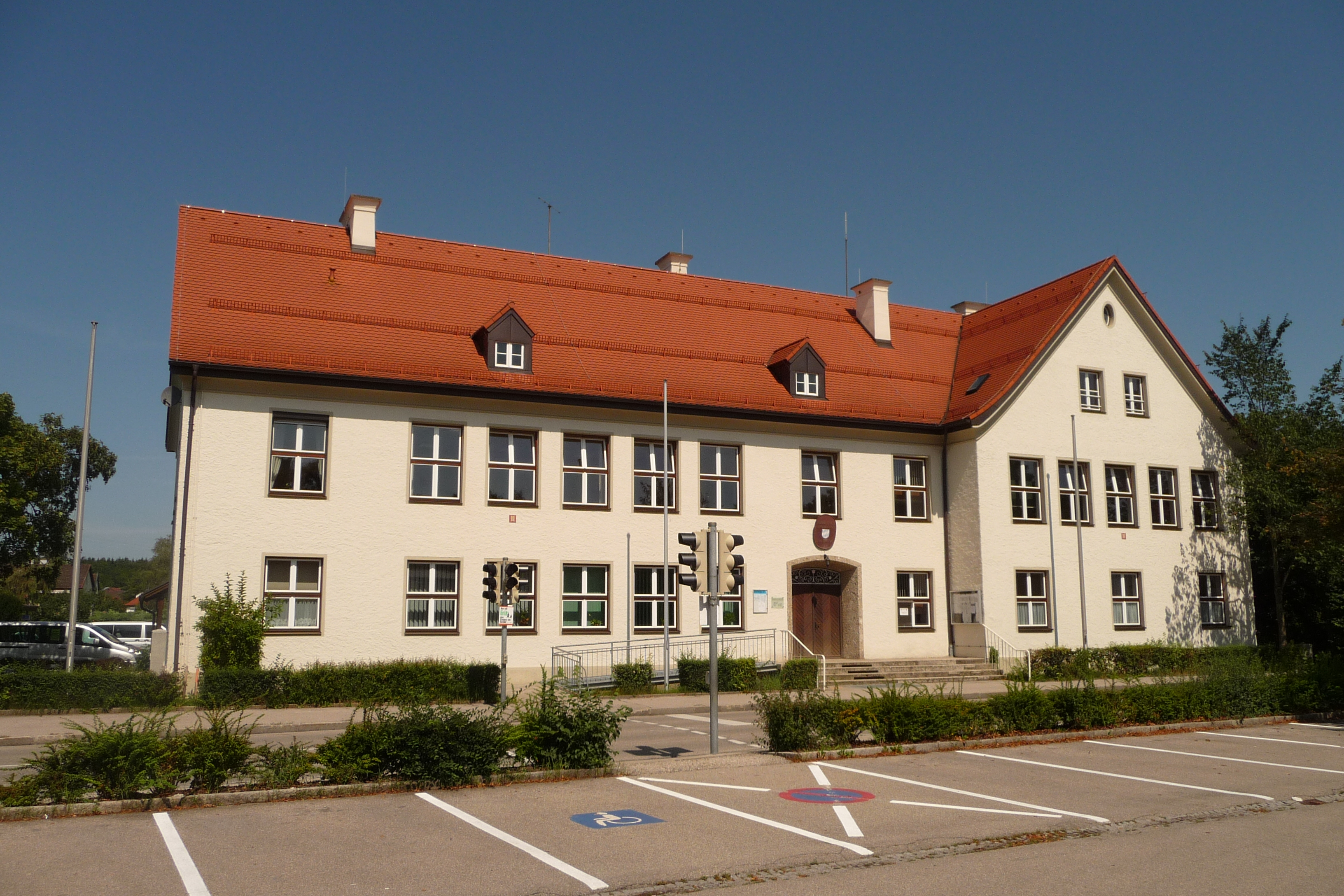
Rathaus Emmerting

Weiteres Mitglied und Vorsitzender ist der Erste Bürgermeister.

### Wappen

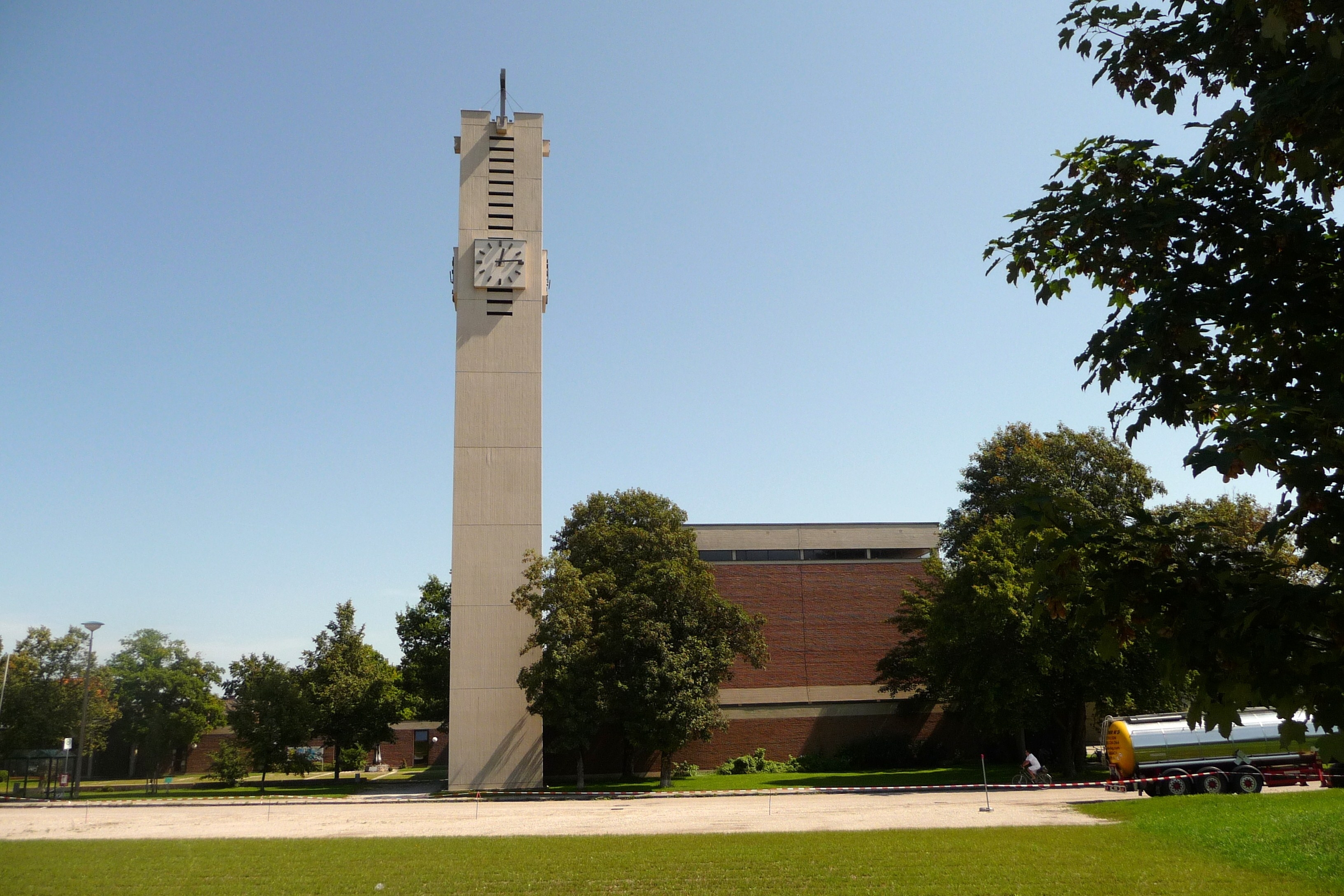
Die Pfarrkirche Hl. Geist

| | Blasonierung: „Unter rotem Schildhaupt mit silbernem Pfahl, gespalten von Blau und Silber, vorne aus silbernem Wellenschildfuß wachsend eine silberne Brücke, hinten ein grünes Eichenblatt mit einer Eichel.“ |
| Wappenbegründung: Die Hauptbilder des Wappens, Brücke und Eichblatt, illustrieren die Lage der Gemeinde an der Alz und am Öttinger Forst. Der seit Jahrhunderten genutzte Flussübergang lag ursprünglich beim Weiler Bruck, wurde dann einige Kilometer flussabwärts nach Hohenwart bei Emmerting verlegt; hier entstand eine herzogliche Zollstätte. Das Eichenblatt mit Eichel verweist auf den Öttinger Forst, der für die Gemeindebewohner von großer wirtschaftlicher Bedeutung war, und erinnert zugleich an die Siedlungsgeschichte, die Entstehung von Oberemmerting und Seng als Rodungen. Die Feldfarben Silber (Weiß) und Blau unterstreichen die wichtige herrschaftsgeschichtliche Rolle der wittelsbachischen Landesherren; der Öttinger Forst war auch herzogliches Jagdrevier. Der silberne Pfahl in Rot im Schildhaupt ist aus dem Wappen der Grafen von Taufkirchen-Guttenburg übernommen, die bis in das 19. Jahrhundert als Grundherrschaft von Bedeutung waren. Die Farben Rot und Silber spielen zugleich auf das Wappen des Hochstifts Salzburg an, das im Jahr 815 den Güterkomplex um Unteremmerting als Schenkung erhielt. Dieses Wappen wird seit 1982 geführt. | |

## Sehenswürdigkeiten
Die katholische Pfarrkirche Hl. Geist ist ein moderner kubischer Bau mit freistehendem Turm. Sie wurde 1965 bis 1967 nach Plänen des Architekten Karl Habermann erbaut und besitzt eine Ausstattung von Wolf Hirtreiter.

## Wirtschaft und Infrastruktur

### Wirtschaft
2018 gab es nach der amtlichen Statistik im produzierenden Gewerbe 87 und im Bereich Handel, Verkehr und Gastgewerbe 35 sozialversicherungspflichtig Beschäftigte am Arbeitsort. In sonstigen Wirtschaftsbereichen waren es 201 Personen. Sozialversicherungspflichtig Beschäftigte am Wohnort gab es 1768. Im verarbeitenden Gewerbe gab es keinen, im Bauhauptgewerbe drei Betriebe. Zudem bestanden im Jahr 2016 acht landwirtschaftliche Betriebe mit einer landwirtschaftlich genutzten Fläche von insgesamt 154 ha, davon waren 94 ha Ackerfläche und 60 ha Dauergrünfläche.

### Bildung
2015 gab es folgende Einrichtungen:
- Kindergärten: zwei Einrichtungen, 150 Kindergartenplätze mit 130 Kindern
- Grundschule: eine mit 14 Lehrern und 228 Schülern

Da aufgrund geringerer Schülerzahlen die erforderliche Mindestanzahl zur Bildung einer Schulklasse nicht mehr erreicht wurde, wurde die Volksschule Emmerting-Mehring 2009 aufgelöst und die Hauptschüler auf die umliegenden Hauptschulen Burghausen und Burgkirchen verteilt. Die Grundschule Emmerting blieb bestehen.

## Persönlichkeiten
- Max Storfinger (1904–1945), Elektromonteur, NS-Opfer
- Michael Wiesinger (* 1972), Fußballspieler und -trainer
- Hanna Kallmaier (* 1994), Fußballspielerin
- Julian Pollersbeck (* 1994), Fußballtorwart